# Hrvatski martirologij XX. stoljeća
Hrvatski martirologij XX. stoljeća knjiga je don Ante Bakovića iz 2007. godine, koja  govori o 664 crkvene osobe koje su postale žrtve komunističkih zločina. Napisana je na 1054 stranica.
„Hrvatski martirologij XX. stoljeća” je knjiga iza koje stoji više od šest tisuća dokumenata: arhivske građe diljem Hrvatske, Bosne i Hercegovine, Vojvodine i Beograda, iskaza vjerodostojnih svjedoka, izjava očevidaca, novinarskih izvješća i starih fotografija, kao i 17-godišnji istraživački rad umirovljenog župnika don Ante Bakovića i njegovih suradnika.
Knjiga sadrži 664 životopisa žrtava komunističkog režima iz redova klera, redovnica, bogoslova, sjemeništaraca te laika, koji su u poslijeratnom razdoblju mučeni i ubijeni zbog svoje vjere i pastoralnog rada. Svi životopisi obogaćene su starim fotografijama ili portretima čije je prikupljanje bilo teško. Autor don Anto Baković susreo se s raznim poteškoćama na koje je nailazio prilikom svoga rada: od zatvorenih vrata, nedostatka pisane literature i fotografija, pa do financijskih poteškoća, budući da nije imao nikakvu novčanu potporu. Po brojnosti mučenika crkvenih osoba autor je usporedio stradanja u sedam država istočne Europe te došao do značajnog podatka da je u razdoblju Drugog svjetskog rata te u poslijeratnom razdoblju hrvatski narod (današnje dvije države, Hrvatska i BIH) dao najveći broj mučenika od svih zemalja koje su bile pod totalitarnim režimima.